# Ljuljolika
Ljuljolika (lat. Catapodium),  biljni rod iz porodice travovki raširen po Sredozemlju i na istok do Irana i Kavkaza. Često je uključivan u Desmazerije, pa su i jedan i drugi rod poznati kao ljuljolika. 

## Vrste
1. Catapodium demnatense (Murb.) Maire & Weiller
2. Catapodium hemipoa (Delile ex Spreng.) Laínz
3. Catapodium mamoraeum (Maire) Maire & Weiller
4. Catapodium marinum (L.) C.E.Hubb.
5. Catapodium pauciflorum (Merino) Brullo, Giusso, Miniss. & Spamp.
6. Catapodium rigidum (L.) C.E.Hubb.

## Sinonimi
- Scleropoa Griseb.; Spic. Fl. Rumel. 2: 431 (1846)
- Synaphe Dulac; Fl. Hautes-Pyrénées: 90 (1867), nom. illeg. superfl.